# 구미고등학교
구미고등학교(龜尾高等學校)는 대한민국 경상북도 구미시 도량동에 있는 공립 고등학교이다.

## 학교 연혁
- 1979년 11월 21일 : 구미고등학교(남녀공학) 설립 인가 (15)
- 1980년 3월 1일 : 초대 교장 최돈기 취임
- 1980년 5월 10일 : 구미고등학교 개교
- 1981년 3월 1일 : 구미고등, 구미여자고등학교로 분리
- 1981년 3월 1일 : 문교부지정 학습지도(영재교육) 연구학교
- 1983년 7월 25일 : 부설 방송통신고등학교 설립인가(12학급)
- 1996년 3월 1일 : 교육부 지정 인성 교육 자율 시범학교(2년간)
- 2003년 3월 1일 : 교육부 지정 사회과 ICT 활용 연구학교(1년간)
- 2005년 1월 17일 : 문장골 도서관 신축 이전
- 2005년 1월 31일 : 도교육청 지정 과학과 연구학교 지정(2년간)
- 2007년 10월 8일 : 36학급으로 편성 인가
- 2008년 3월 1일 : 경상북도교육청 지정 학교상담망운영 연구학교(2년간)
- 2010년 3월 1일 : B-1형 교과교실제 운영학교 지정(3년간)
- 2010년 3월 1일 : 과학중점학교 도교육청 지정(3년간)
- 2016년 3월 2일 : 경상북도교육청 지정 정책 연구학교(경제교육)
- 2017년 3월 2일 : 우정학사 신축건물 증설
- 2017년 10월 10일 : 급식소 신축건물 증설
- 2020년 3월 2일 : 고교학점제 선도학교
- 2022년 3월 1일 : 인공지능(AI)교육 선도학교 지정
- 2023년 9월 1일 : 제20대 교장 노순광 취임
- 2023년 12월 27일 : 제42회 졸업생 231명 졸업(졸업생 총수 16,435명)
- 2024년 3월 4일 : 신입생 236명 입학

## 참고 자료
- 구미고등학교 - 한국교육학술정보원 학교알리미